# Université de médecine de Mongolie-Intérieure
Vous pouvez aider à l'améliorer ou bien discuter des problèmes sur sa page de discussion.
- Son texte doit être wikifié : il ne correspond pas à la mise en forme Wikipédia (style, typographie, liens internes, liens entre les wikis, etc.). (Marqué depuis juin 2025)
- Il est orphelin : moins de trois articles lui sont liés. Aidez à ajouter des liens en plaçant le code [[Université de médecine de Mongolie-Intérieure]] dans les articles relatifs au sujet. (Marqué depuis juin 2025)

L'université de médecine de Mongolie-Intérieure a été fondée en 1956, sous l’impulsion de l'État chinois, qui procéda à une vaste campagne  d'information et de sensibilisation dans ses facultés. C'est donc, dans les régions minoritaires de la « Nouvelle Chine » que fut ouvert l'un des plus anciens collèges médicaux sous l'autorité et le contrôle du Ministère de la Santé.

## Historique
Le système de santé mis en place se révéla rapidement pyramidal et trop hiérarchisé pour satisfaire les besoins des populations. En 1958, le défi à relever par le Ministère de la Santé, fut d'améliorer le dispositif mis en place par l'État. Il fallait le rendre plus performant tout en tenant compte de la réalité du terrain.
L'objectif visé était  d'organiser des structures à vocation régionale liée à une haute spécialisation en créant un type unités médicales et des dispensaires susceptibles d'assurer les soins courants des populations locales. Par ailleurs, il convenait d'ouvrir des d'établissements afin d'apporter des soins techniques de haut niveau pour l'ensemble de la population. La réforme se fit dans le respect des cultures et des politiques locales, avec la prise en compte des réalités du terrain, en concertation avec les responsables politiques, les professionnels et des populations.

## Organisation
Le complexe de l'université de Science et de Technologie de l'Est de Chine (ECUST) de Jinshan, (campus Xinhua), a ainsi ouvert le recrutement des étudiants en 1978. Ayant obtenu son agrément en 1981, le développent de la faculté de médecine s'est organisé autour d'une quinzaines de pôles, trois hôpitaux, sept antennes, et sept écoles de médecine clinique :

### Pôles
Le complexe dispose de 15  pôles d'activités médicales :
| - Collège de médecine générale, - Collège de pharmacie, - École de médecine, - École de médecine mongole, - École de santé publique la théorie idéologique et politique d'enseignement et de la recherche, - Institut de la gestion de la santé (régions autonomes et les politiques de santé Institut), - Institut d'études internationales, l'information informatique science, école de sciences infirmières (écoles techniques de la santé), - Département de l'éducation physique, - École d'études supérieures de la formation continue, - Collège Ordos, - École de stomatologie. |

## Établissements
l'Université de Science et de Technologie de l'Est de Chine (ECUST) dont le siège se trouve dans le district de Xuhui, le District de Fengxian, et le Parc industriel de Jinshan, a développé 3 hôpitaux qui lui sont directement rattachés, de 4  antennes, et de 7 écoles de médecine clinique. Le nombre d'étudiants  s’élève à 14765 , dont 10535 dans le premier cycle, 2718 en spécialisation médicales, 1370 diplômés, 72 doctorants,  70 élèves en cours préparatoire, ayant été inscrits dans  28  collectivités (provinces, municipalités et régions autonomes) de Mongolie-Intérieure.